# 2010年メキシコ湾原油流出事故
2010年メキシコ湾原油流出事故（2010ねんメキシコわんげんゆりゅうしゅつじこ）は、2010年4月20日にメキシコ湾沖合80 km、水深1,522 mの海上で海底油田掘削作業中だった、BP社の石油掘削施設「ディープウォーター・ホライズン」で、技術的不手際から掘削中の海底油田から逆流してきた天然ガスが引火、爆発し、海底へ伸びる5500 mの掘削パイプが折れて大量の原油がメキシコ湾へ流出した事故。
BPによると7月16日までの原油流出量は約78万キロリットル（490万バレル）である。1991年の湾岸戦争（推計600万バレルとも）に次ぐ規模で、1989年に4万キロリットルが流出したアラスカ州のエクソンバルディーズ号原油流出事故をはるかに超え、被害規模は数百億USドルとされる。

## 事故の経過

炎上するディープウォーター・ホライズン。沿岸警備隊の艦艇やヘリコプターが消火や乗組員救出のために集まっている。この写真は2010年4月21日に撮影されたものだが、翌日ディープウォーター・ホライズンは沈没した

2010年4月20日夜、世界最大の沖合掘削請負会社トランスオーシャンが管理する、ルイジアナ州ベニス（Venice, Louisiana）沖の石油掘削施設ディープウォーター・ホライズンで、大規模な爆発があり、11人が行方不明となり、17人が負傷した。当時は126人の作業員が働いていた。掘削施設は4月22日に水没した。
アメリカ合衆国沿岸警備隊によると、石油掘削基地から延びる原油の帯は4月30日に200 km、幅120 kmに達した、ルイジアナ州の住民からは29日に沿岸に漂着しているという報告がある。そのため、ルイジアナ州、アラバマ州、フロリダ州、ミシシッピ州の4州で、4月30日に非常事態宣言が出された。7月15日の封じ込め作業により油の流出は止まり、9月19日に油井の封鎖作業を完了した。
BPは、6月中旬現在までに65万ガロン（130万ガロン?）のCorexit EC9500AとCorexit EC9527Aという石油分散剤を投入している。この分散剤は、アメリカ合衆国環境保護庁により、この海域で使用することが認められている2製品である。

## 油田
この油田のプロジェクト名は「マコンド・プロスペクト」といい、メキシコ湾の海底谷ミシシッピ・キャニオンに設定された海域「ミシシッピ・キャニオン252地区」にある。2008年3月に内務省の鉱山資物管理部の入札でBPが採掘権を得て、2010年2月に採掘を開始した（業界分類：API油井60-817-44169）。

## ディープウォーター・ホライズン
事故を起こした「ディープウォーター・ホライズン」は自動船位保持装置を備えた半潜水式（セミサブマーシブル）の石油プラットフォーム（リグ）で、海に浮きながら自動で位置を調節し、大水深の海底から石油を掘削することができる。
R&Bファルコン社の発注で1998年末から韓国の現代重工業が建造し、R&Bファルコンがトランスオーシャンによって買収されたことにより、2001年2月にトランスオーシャン社に引き渡された。以来、イギリスの石油会社BPとの契約の下で、メキシコ湾岸油田の様々な鉱区で石油掘削を行ってきた。
マコンド・プロスペクトでは2009年10月に別のリグで掘削を始めたが、ハリケーンで損傷したため、2010年1月にディープウォーター・ホライズンと交替した。申請工期は78日だが、内部で51日と定められた。その後工期は遅れ予算は超過した（1日100万ドル）。事故は80日目だった。

## 責任組織
米政府からBPへの通告による責任組織は次の通り。
- BP（ブリティッシュ・ペトロリアム） - オペレーター権益65 %
- アナダルコ - ノンオペレーター権益25 %
- 三井石油開発の米子会社（MOEX USA Corp.）- ノンオペレーター権益10 %
- トランスオーシャン - 掘削装置と運用
- ハリバートン (企業) - セメント作業、センタリング装置

「（油田開発作業を実施・管理する）オペレーターと（権益だけを持つ）非オペレーター間の契約で事前に責任範囲を決め、最終的に負担割合が決まる。契約により過失があっても負担をする可能性もある」（新日本石油開発社長 古関信）
7月22日の米上院国土安全保障・政府活動委員会小委員会の公聴会の冒頭声明で、三井石油開発の石井社長は「契約上我が社には何の権限もない。オペレーター（BP）が全責任を持つ」と述べた。

## 事故の対策と影響

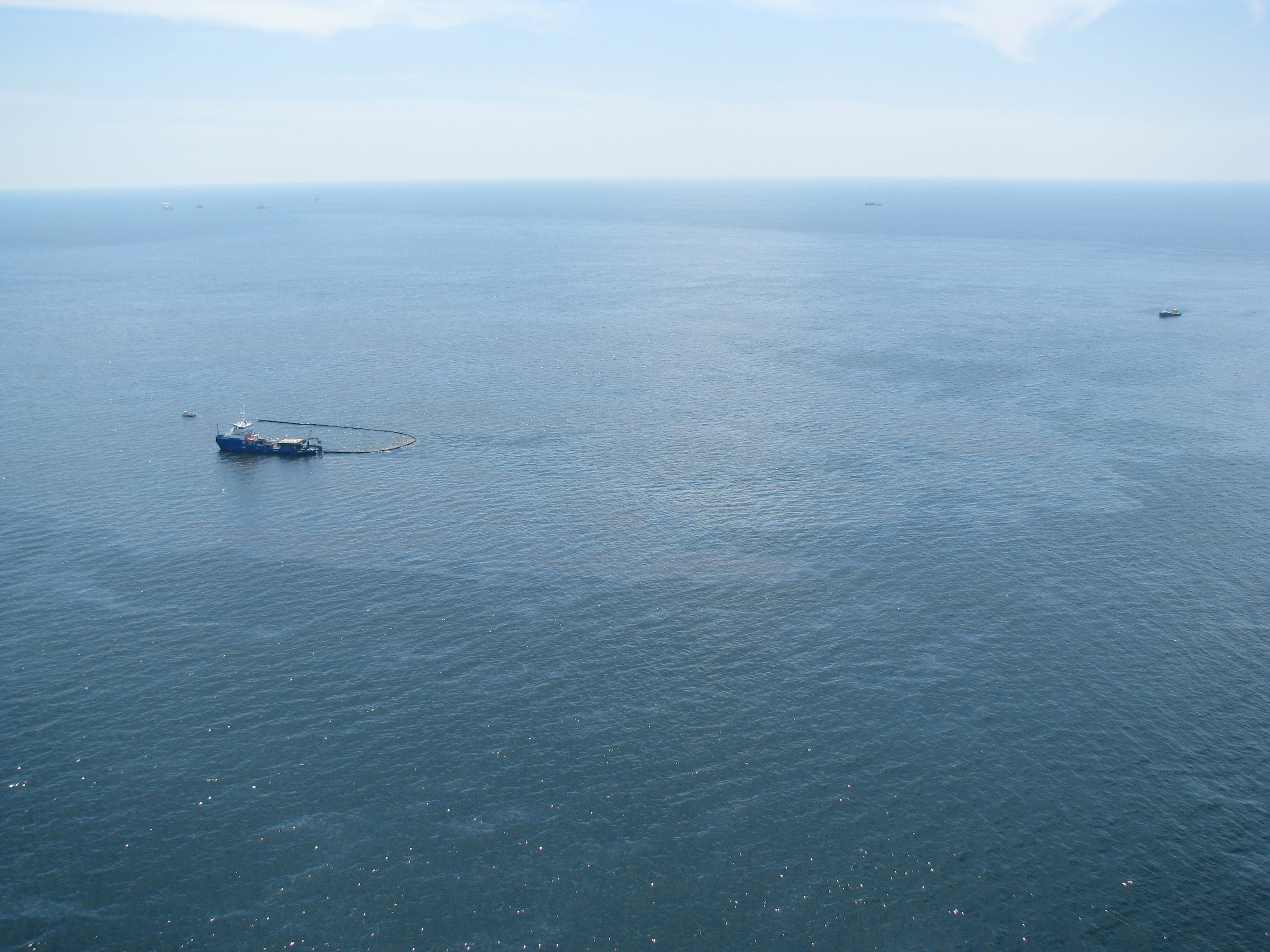
一面に拡散する油膜（2010年4月22日）

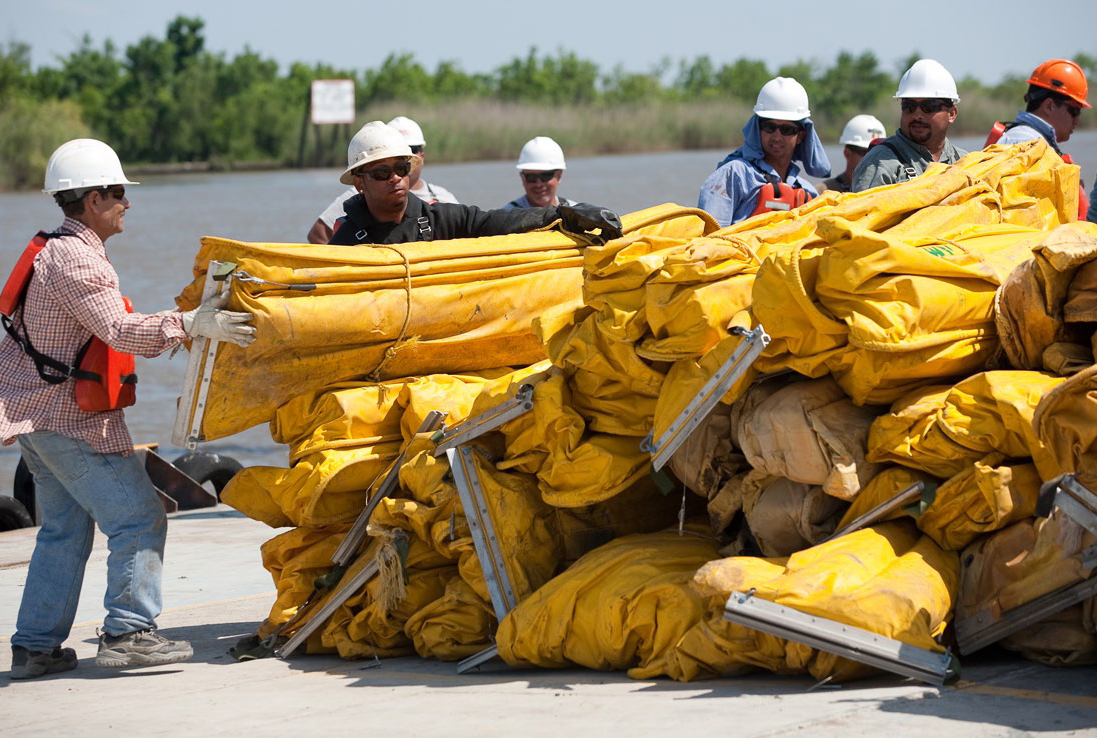
オイルフェンスの用意をする作業員（2010年4月29日）

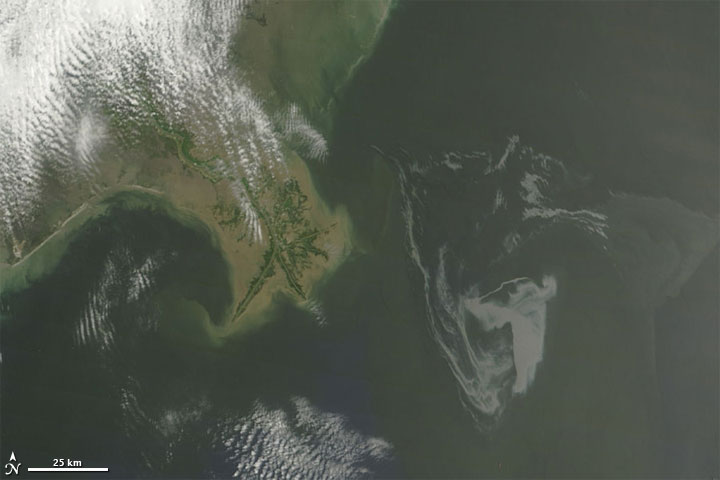
NASAの人工衛星テラが2010年5月1日に撮影した油膜

メキシコ湾岸はアラスカとは異なり、沿岸には巨大湿地帯が広がり、牡蛎など自然の宝庫であり（メキシコ湾全体の漁獲高はエビが全米の約69 %、牡蠣は70 %）、アメリカ合衆国としては人口集中地帯であるので、石油流出による自然環境、社会生活、漁業、観光業（年間1,000億ドル、アラバマ州では50 %減）への影響も懸念される。
そのため5月2日にオバマ大統領は原油が沿岸まで15 kmに迫ってきたルイジアナ州ベニスに入り、ヘリコプターなどで視察した。視察ではナポリターノ国土安全保障省長官から連邦政府の現地対策司令官に任命されたばかりのアレン沿岸警備隊司令官から説明を受けた。大統領は「史上最悪の被害が生じる可能性がある」と述べた。
事故以来、原油回収船とオイルフェンスを使い、1日あたり6億円を投じて流出油の回収を行ったが、流出箇所は深い海中であり、原油の噴き出す圧力もきわめて高く、またミシシッピ川の大河口に近いので潮流も複雑であり、流出から長期間経過していたため、被害の拡大が心配された。沖合には、メキシコ湾内を循環する海流（ループカレント）があるが、到達した場合はメキシコ湾全体のみならず、大西洋にまで被害を与える可能性があった。
生分解が困難である油塊（タールボール）が砂浜の下60 cmから発見され、長期的影響が心配されている。
5月6日に野生動物保護区である、ルイジアナ州のシャンデルア諸島に油が漂着したと、アメリカ海洋大気庁（NOAA）が発表した。
7月には沿岸約1,500 km（ミシシッピ州ティンボーラー湾からフロリダ州パナマシティ）に漂着した。ループカレントと呼ばれる湾内の海流に乗ったものや、フロリダ半島本体や大西洋に流れ出したものは、流出量に比べれば遙かに少ないが、ハリケーンシーズンにループカレントを経て拡散することが懸念されている。
恒久的な対策として、特殊深海潜水艇を使い、海中パイプをレンチのようなものではさみ流出を防ぐ案があった。5月5日に1箇所塞ぐことに成功したが、流出量は変わらなかった。更に鉄とコンクリートの箱（高さ12 m、100トン）を海底の流出箇所にかぶせて、パイプで海上の回収タンカーに送る方法（「トップハット作戦」）が準備されたが、6,900万パスカル（600気圧）という高圧で噴き出す原油の力により浮き上がってしまい、蓋をすることに失敗した。その後も、油田を泥で埋める「トップキル作戦」も原油の噴出圧のために失敗したが、7月15日には油田に蓋をする新たな箱の設置に成功するなど、一部の作戦は功を奏しつつあった。
周辺は油田地帯であり、ミシシッピ河口のニューオーリンズは、世界中に小麦など穀物を積み出すカントリーエレベーターの集積地点であるため、影響は大きい。さらに2010年に入って原油価格は高騰を続け（2010年4月WTI 1バレル 80 - 86ドル、12月は70ドル前後）、将来的に採掘がたやすい油田の新規開発が減ることも見込まれ、大深度海底油田の開発が、メキシコ湾をはじめとする世界各地で積極化していた時期でもあり、長期的な影響が懸念された。

## 時系列

### 2010年4月
- 4月20日、夜10時頃爆発炎上。

### 5月

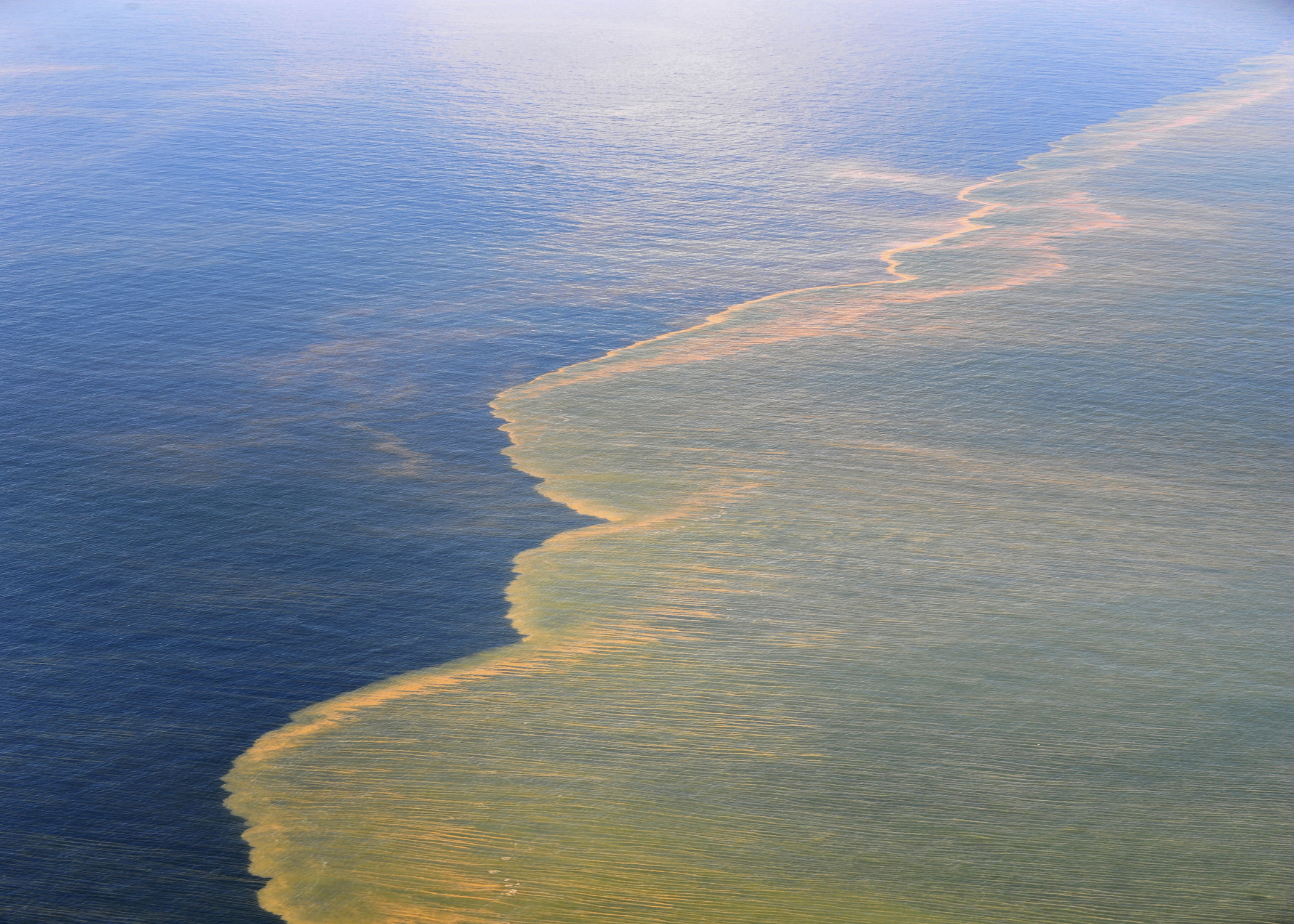
5月6日モービル沖

- 5月14日 - BPのトニー・ヘイワードCEOは英ガーディアン紙に対し、「メキシコ湾は広大だ。海全体の水の量に比べれば、流出した石油と分散剤の量など微々たるものだ」と弁明[26]。
- 5月26日
  - BPは油田そのものを泥で埋める「トップキル作戦」を開始した。1日300キロリットルをパイプから回収する事に続く作戦。
- 5月27日
  - 米地質調査所の科学者は、流出量を1日1,900 - 3,000キロリットルと試算した。その結果、総流出量は7万 - 11万キロリットル（44万 - 70万バレル）となり、1989年のアラスカ沖事故（4万キロリットル）を超えて米史上最大の事故となった（BPの推計では1日800キロリットル）。
  - 　オバマ大統領は沖合油田開発の推進政策を変更し、新規海底油田開発の多くを中止した[27]。
- 5月28日
  - BPの対策費が9億3,000万ドル（850億円）に達した。また他に州への資金供出、事故調査費、2万6,000件の費用請求（11,650件支払い済み）などがある。株価は事故後2割強下落した[27]。
- 5月29日
  - 「トップキル作戦」の失敗をBPが発表[28]。オバマ大統領が切り札とした作戦が失敗したため、後数ヶ月は流出が止まらないだろうと見られている。
- 5月31日
  - スタンフォード大学のバーバラ・ブロック教授らの調査によると、原油は大西洋クロマグロの大きな産卵場2つのうちの1つを完全に覆った。もう一つにも到達するおそれがある[29]。

### 6月
- 6月1日
  - アメリカ合衆国司法省は、環境破壊や水質汚濁防止法などによる刑事訴追を視野に捜査を始めた。オバマ大統領は超党派大統領調査委員会に対し、6ヶ月以内に徹底的な調査を求めた。ホルダー司法長官はルイジアナ州の検察関係者と協議した。
- 6月10日 - アメリカ合衆国連邦政府の原油流出量推計は、1日3,200 - 6,400キロリットル。
- 6月15日
  - 連邦政府はメキシコ湾での1日当たりの原油流出量が5,600 - 9,500キロリットルとする新推計を発表（5月17日推計の3 - 5倍）[30]。
    - フィッチ・レーティングスは、BPの格付けを「AA」から6段階引き下げ（6月3日にAA+からAAに下げたばかり）「BBB」に[31]。

  - BP、アナダルコ、トランスオーシャンの株価は5割下落。
    - BPの主要株主であるノルウェー、クウェート、中華人民共和国、シンガポールの政府系投資ファンドでは、事故後、合計50億ドル（約4500億円）の損失を出した[32]。

  - 配当を見送る。資産売却。
    - 昨年支払った配当は100億ドル（配当率9 %）で、イギリス全体の1⁄7になる。年金基金のほとんどに組み込まれ、1,800万人（人口の30 %）が何らかの形でBP株を保有[33]。
- 6月18日
  - ムーディーズがBP社を「Aa2」から3段階引き下げ、「A2」とした[34]。
  - ヘイワードCEOが、アメリカ合衆国議会で証言する。議会が事前通告した質問に答えないため、怒りが爆発。
  - その後ヘイワードCEOは、イギリスに帰国し、ワイト島一周ヨットレースを自分のヨットで楽しむ。
- 6月20日 - 「原油流出は、1日最大10万バレルになるかもしれない」内部メモが明らかに（BPは議会に3万ページの文書を提出済み）。
- 6月22日 - ニューオーリーンズ連邦地方裁判所は、海底500フィート以上での原油採掘を半年間中止する、オバマ政権の命令を無効とした[35]。
- 6月24日 - 米欧亜の石油大手の時価総額は、上位10社の合計だけでおよそ3,100億ドル（約28兆円）減少した[36]。
- 6月25日 - BPの株価は事故前から半値に下がり、304ペンスを付けた。これは14年ぶりで、時価総額も1,000億ドル近く下がり、600億ドルになった[6]。

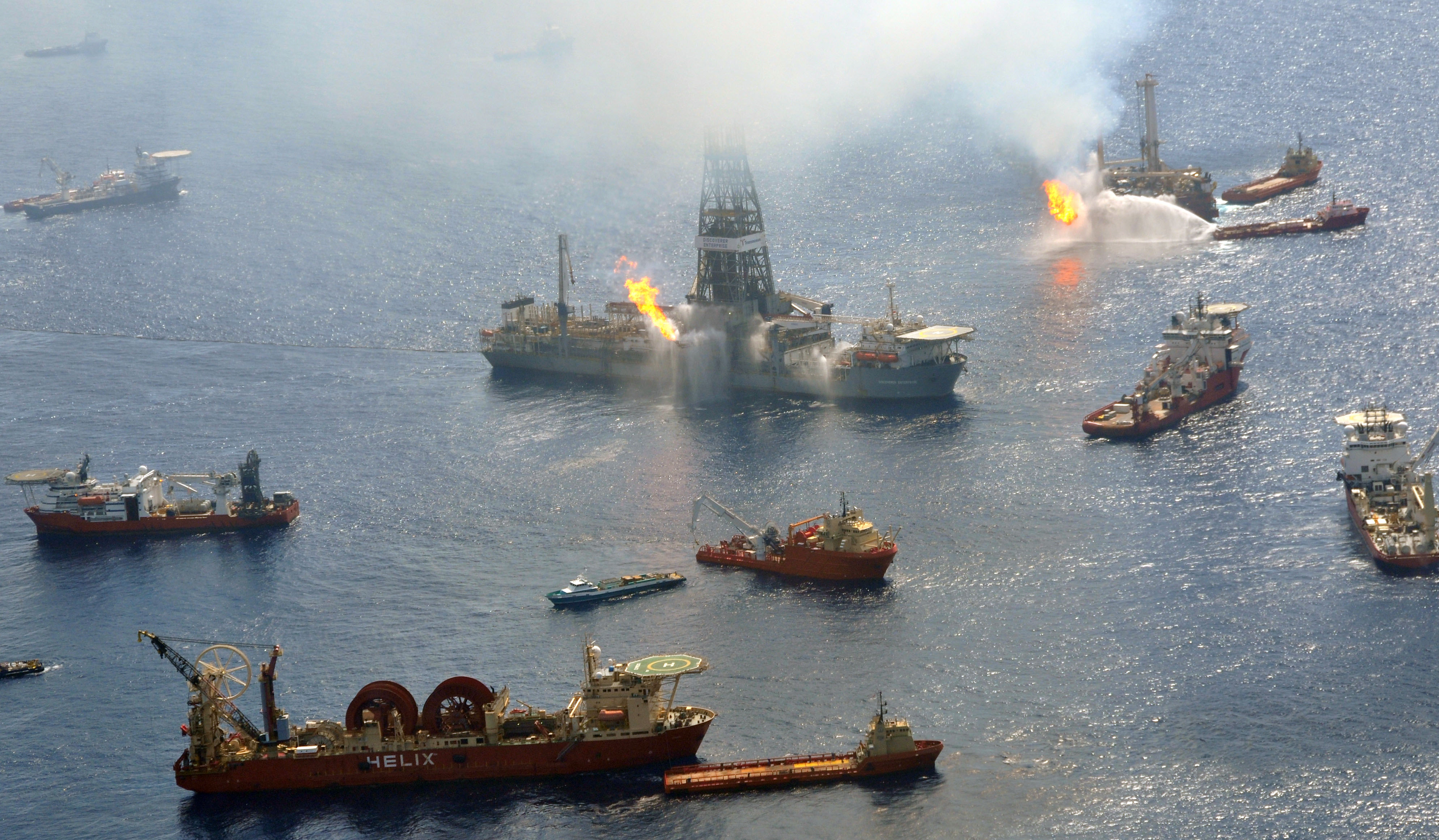
6月26日

### 7月
- 7月8日 - アナダルコはBPの責任分担負担を拒否。「BPの無謀な決断と行動が直接の原因だ」と述べた[37]。
- 7月8日 - 米第5巡回区控訴裁判所、海底油田掘削禁止措置は不当と判断[38]。
- 7月10日 - 三井石油開発はBPからの賠償金分担請求に対し、明確な回答を避け、12日の支払いを保留する方針を明らかにした[39]。
- 7月12日
  - BPが油井に新たなキャップを取り付けたことを発表[40]。
  - 米政府が新しい油田開発凍結措置を発表。11月まで新規開発を原則認めないことになった[41]。
- 7月14日 - 取り付けたキャップが原油流出封じ込めに有効かどうかを確認するテストを実施する準備が整っていないため延期[42]。
- 7月15日
  - 15時25分、新しいキャップ（海底にある防止弁のすぐ上に載せる75トンの装置。バルブ3個）により原油流出が事故以来初めて停止。流出時間85日と16時間25分。
  - ただし、キャップに設置された圧力計の数値が予想より低かったことから、地下のパイプの割れ目から原油が漏れ、地殻の割れ目から新たなる流出があった事が確認されている、という一部報道[誰?]があったが、本件との因果関係は判明していない。
  - 米政府は現時点の原油流出の総量を70万キロリットルと推計（現在日量950万リットル）[43][44][25]。
- 7月22日
  - 米上院国土安全保障・政府問題委員会小委員会が公聴会を開く。アナダルコのハケットCEOとMOEX Offshore LLC（三井石油開発現地子会社、本社ヒューストン）の石井直樹社長が出席[45]。
  - 7月22日の米上院国土安全保障・政府活動委員会小委員会の公聴会の冒頭声明で、MOEXの石井社長は「契約上我が社には何の権限もない。オペレーター（BP）が全責任を持つ」と述べた[17][18]。
- 7月27日 - BPのヘイワードCEOが10月1日付で引責辞任することを発表[46]。

BP社は検索エンジンに対してキーワード対策を行っており、GoogleなどでOil Spillを検索すると、BP社の公式サイトが上位にくるが、公式サイト上で事故に対して誠意を持った対応をしているとアピールすることで、批判をかわす目的があるのではないかとの意見もある。

## 原因－中間的な調査結果

### 掘削作業
1. 4月10日午後5時過ぎ減圧試験を行い、圧力の急激な上昇を確認し、油井からの噴出を目撃したにもかかわらず、作業を継続した。
  - 事故は9時57分から10時5分の間に始まったとされる。
2. セメント固定の前の泥がガスを吸収しているか調べる重要な「ボトムズアップ」テストの作業は6,000 mの場合最低6時間以上かかるが、30分で完了させた。
3. セメント作業後のセメントチェックを省略した。11万8,000ドル（約1,080万円）の費用と12時間の時間を節約した[48]。
4. 油田からリグに伸びる鋼管は普通2重鋼管を用いるが、普通の鋼管であった。
  - 異例の即時許可……4月14日午後8時34分、BPはMMSに、油井全体に対して7インチ径のパイプ1本のみを使用する方法を用いることを報告し、翌朝の8時13分に許可された。4月15日午前9時54分、7インチ径のパイプではなく、上から下にかけて細くなっているパイプを使用する申請をし、数分後に許可された。2004年から2010年で24時間以内に複数の設計変更申請がされたのは、水深15 mの1例だけである[49]。
5. センタリング装置は21基が推奨されたが、6基であった[50]（「構うものか。もう決めたんだ。多分大丈夫だろう」4月15日のメール[48]）。
6. 死亡した作業員の父親によると、今までは安全性の問題に対する提言は受け入れられていたが、今回事故の8週間前から拒否されるようになった[51]。
7. 元従業員がBBCに語ったところによると事故の数週間前にBOPと呼ばれる安全装置からオイル漏れが見つかったので上部に報告したが、対策は修理も交換もせずにスイッチをオフにしたことだった。議会証言でBPのヘイワードCEOは「BOPが事故の最大の原因である。我々が聞かされていたようにはフェイルセーフではなかった」と述べた[52]。

### 事故後の対応
1. マニュアルでは2人の幹部が掘削フロアで対応を協議することになっていた。しかし幹部は7年間無事故式典で別のフロアにいて、結局現れなかった（1人はシャワー中と主張）。
2. ある社員が外部に緊急警報を出していないのに気付き、沿岸警備隊に救助要請をしようとしたところ、リグの船長に「君には権限がない」と叱責された。
3. 退避の決定は幹部がすることになっている。幹部は「した」と主張し「退避の必要は明らか」とした。船員は退避命令を聞いていないと主張した[53]。

## 日本との関係
- 三井物産が約7割出資する（残りの3割は日本国政府）三井石油開発の100 %孫会社「MOEX Offshore 2007 LLC（石井直樹社長、本社テキサス州ヒューストン）」が10 %の採掘権を持っている[54]。5月10日の発表では「影響は不明、ノンオペレーター採掘権。保険は掛けてある」としている[55]。米経済誌ウォールストリートジャーナル[要文献特定詳細情報]は、三井物産の匿名発言として一部を負担する意向とした。
- 6月18日時点で、三井石油開発に6件、同社の米国子会社に3件、事故が起きた油田鉱区の権益を持つ孫会社に73件の訴訟が起こされた。米国三井物産にも5件提起されている（他の会社との共同被告も含まれる）[56]。
- 6月23日の株主総会で、三井物産の飯島彰己社長は「いまお話しする状況にない」と述べた[57]。
- 7月22日の米上院国土安全保障・政府活動委員会小委員会の公聴会の冒頭声明で、MOEXの石井直樹社長は「契約上我が社には何の権限もない。オペレーター（BP）が全責任を持つ」と述べた[17][18]。
- 8月3日、三井物産は、数十億円の損金を計上したと発表。138件の賠償訴訟を抱え、BPから原油回収資金4億8千万ドル（410億円）の請求を受けている[58]。
- 2012年2月17日にMOEXは米国司法省と9,000万ドル（72億円）を、連邦政府と湾岸5州に和解金として支払うことに合意した[59]。

石油・天然ガス生産量国内2位の新日本石油開発（現在のJX石油開発）は、メキシコ湾でアナダルコ開発の水深1,500 mの油田権益を11%持つ。場合によっては資産売却し、ベトナム、マレーシア、英領北海を優先開発する。

## 規制緩和と規制強化案
オバマ大統領は3月31日に原油開発の解禁を演説したばかりであった。これにより、1981年から規制の続いているアラスカ沖などの原油開発は解禁されることになる。これは医療改革や環境法案というリベラル寄り法案の通過に対するバランスとして出されたもので、原子力発電拡充に続く政策である。オバマ大統領は、米国は（高騰する）輸入原油に頼り、回復しつつある経済情勢はまだ脆弱であるとし、環境保護派に現実を直視するように求めていたが、それらの政策に対する大きな打撃となると見られた。
一方、原油開発に伴うアメリカ合衆国当局の安全規制の強化案に対し、2009年9月に、BPのメキシコ湾生産部門責任者モリソン副社長は内務省鉱山資物管理部 (MMS) に対し書簡を送り、現行の自主的な安全対策は適切だとし、安全規則の厳格化に反対していた。
ホワイトハウスのアクセルロッド大統領上級顧問はABCの番組で「国内の新たな地域での掘削は、今回の事故や他の場所での計画に関する適切な調査が実施されるまで進めない」と述べた。
BPは「アトランティス」という推定埋蔵量メキシコ湾5位の油田（鉱区4つにまたがる）を沖合200 kmで開発中である。しかし、社内で安全性に対しての疑問が上がっているとの内部告発があり、議論になっていた。この事故の影響が懸念されている。

## 訴訟と和解
この件に関して複数の原告が個人または集団で賠償訴訟を起こしている。その原告のうち最も大きな団体は漁業関係者、地元住民、原油除去を行った清掃関係者で作られた原告グループで、事故による経済的損失や健康被害に対して訴えを起こしており、関係する原告人数は10万人に上る。
2012年3月3日、この最大原告団体とBP社の間で和解が成立した。和解金は約78億ドル（約6,400億円）。BP社の発表によれば、同社はこれまで賠償基金として自社で蓄えておいた約200億ドル（約1兆6,300億円）があるため、和解金はこの基金から支払われる。
2012年3月4日、アメリカ政府は和解しない事を発表した。米政府として、78億ドルの和解にBP社の誠意は認めるが同社は赤字計上しているわけではなくまだ経済的余力があり、痛い出費だとは言いがたい。メキシコ湾や周辺の環境に及ぼした影響は大きいため、和解せず訴訟を続行して責任追及すると声明を出した。
2012年11月15日、BPは米政府当局と45億ドル（3,650億円）の支払いで和解した。この中には罰金12.56億ドルと、SEC、NASとの和解金が含まれるが、メキシコ湾岸4州や民間との訴訟は含まれない。
2015年5月現在、BPによる沿岸清掃費用は140億ドル、訴訟和解金支払いは131億ドルである。その費用を賄うために12年度に380億ドルの資産売却をし、さらに100億ドルを売却中で、北海の天然ガスパイプラインの売却を決定している。
2015年7月、米連邦政府、5州、400地方自治体との和解が成立し、BPは総額最大187億ドルを18年間にわたり年平均11億ドルを支払う（訴訟費用131億ドル、清掃費用141億ドルは別に支払い済み）。結局BPの支払い総額は約460億ドルになる（民間への支払いは含まれない）。

## 本事故を扱った映像作品
『衝撃の瞬間』第5シリーズ「石油掘削基地の爆発炎上」
ナショナルジオグラフィック製作のテレビ番組、2012年放送。事故と事故に至るまでの過程を、証言を交えながら詳細に描く。
『コンテンダー』
2015年公開の映画。この事件が発端となって、ニコラス・ケイジ演じる政治家がスキャンダルによって失脚し、極限まで追い込まれていく姿を描く。
『バーニング・オーシャン』
2016年公開の映画。ディープウォーター・ホライズンで起きた事故をマーク・ウォールバーグ主演で描く。作業員たちの脱出がメインで海洋汚染は描かれていない。

### BP本社
- 事故対応メインページGulfof Mexico response[リンク切れ]
- 流出範囲地図（クリックで拡大）（赤線内）[リンク切れ]
- 深海潜水艇からのライブカメラ・リンク（12台ある。完全リアルタイムではなく、数十秒ずれる。映像は快適）[リンク切れ]

### 写真リンク
- “石油基地爆発の瞬間：炎上、沈没”. ナショナル ジオグラフィック.  ナショナル ジオグラフィック協会 (2010年5月28日). 2023年11月27日閲覧。
- “石油基地爆発の瞬間：放水むなしく”. ナショナル ジオグラフィック.   ナショナル ジオグラフィック協会 (2010年5月28日). 2023年11月27日閲覧。
- “流出原油、湿地帯に漂着”. ナショナル ジオグラフィック.   ナショナル ジオグラフィック協会 (2010年5月20日). 2023年11月27日閲覧。
- 正常時のディープウォーターホライゾン[リンク切れ]
- 海上輸送時のディープウォーターホライゾン、通常海面下にある部分も見える[リンク切れ]
- 陸域観測技術衛星「だいち」(ALOS) 搭載のLバンド合成開口レーダ（PALSAR;パルサー）によるメキシコ湾原油流出事故の観測結果について 5月24日観測
- 国際宇宙ステーションから野口宇宙飛行士が撮影した原油流出事故現場 5月4日
- NYタイムズによる汚染地域図。左上のバーを動かせば過去に戻れる。Tracking the Oil Spill in the Gulf。